# Вержбицкий, Михаил Сидорович
Михаи́л Си́дорович Вержби́цкий (8 ноября 1896, Одесса, Херсонская губерния — 12 марта 1973, Саратов) — советский военачальник, участник Первой мировой, гражданской, Советско-польской и Великой Отечественной войн, генерал-майор танковых войск ВС СССР. В годы Великой Отечественной войны — командир 127-го танкового полка 205-й моторизованной дивизии, командир 254-й танковой бригады и заместитель командира 1-го гвардейского танкового корпуса. Начальник 1-го Саратовского танкового училища (позже — Саратовское высшее военное командно-инженерное училище ракетных войск) в 1949—1953 годах.

## Ранние годы
Родился 8 ноября 1896 года в Одессе в семье рабочего. Украинец, православного вероисповедания. Окончил 4-классное училище в 1908 году. Род деятельности — лесопромышленник. В годы Первой мировой войны служил в Великолукском 12-м пехотном полку Русской императорской армии в звании рядового. Выбыл из рядов РИА 13 мая 1917 года из-за анемии, находился на лечении в госпитале посёлка Лух Костромской губернии.
В ряды РККА вступил добровольцем 13 марта 1918 года, служил пулемётчиком в сводном пулемётном полку имени В. И. Ленина; с апреля 1919 года пулемётчик Одесского автобронеотряда. Участник боёв против оккупационных вооружённых сил Австро-Венгрии и против войск Украинской державы. Член ВКП(б) с 1919 года. После установления в августе 1919 года властей ВСЮР скрывался в Одессе на протяжении пяти месяцев.
В январе 1920 года Вержбицкий вернулся в РККА, став командиром бронеплощадки и комендантом бронепоезда № 60130 в составе 14-й армии. С июля 1920 года командир пулемётного борта бронепоезда № 56 «Имени Бела Куна» в составе 13-й армии, сражался на Южном и Юго-Западном фронтах. Участник боёв против немецких войск, войск генералов Деникина и Врангеля, а также участник советско-польской войны. Был легко ранен в одном из боёв в 1920 году. С июня 1922 года командир пулеметного борта Запасного бронепоезда (Карачев).

## Межвоенные годы
С сентября 1922 по февраль 1923 годов был курсантом Военной броневой автомобильной школы. Позже назначен командиром взвода и командиром роты учебной авто-бронебригады, с июля 1923 года командир дивизиона эскадры танков 2-го лёгкого флота, с апреля 1924 года — командир учебной роты и учебного батальона, а также помощник командира отдельного танкового полка по технической части. Окончил в 1927 году Московский воскресный университет. С января 1930 по май 1935 года был слушателем факультета механизации и моторизации РККА Военно-технической академии имени Дзержинского (выделен в мае 1932 года в Военную академию механизации и моторизации РККА имени Сталина). Окончил командно-инженерный факультет в мае 1935 года по первому разряду. Однако в том же году решением Московского горкома получил строгий выговор с формулировкой «за сокрытие прошлого о службе в Белой армии», поскольку в его анкете было упомянуто о пребывании в Одессе в течение пяти месяцев в период правления ВСЮР (хотя Вержбицкий не состоял ни в каких контрреволюционных организациях и не участвовал в деятельности троцкистской или правой оппозиции).
С мая 1935 года — помощник командира 11-й отдельной механизированной бригады (35-й легкотанковой с 1938 года) по технической части. Капитан РККА, произведён в 1936 году в майоры. Руководил обучением бойцов и командиров при освоении новых танков БТ-2 и БТ-5. В сентябре 1938 года был уволен в запас «за невозможностью использования в связи с сокращением штатов или реорганизацией». В мае 1940 года восстановлен в РККА и назначен заместителем командира 29-й легкотанковой бригады по строевой части, расквартированной в Бресте. Участник ввода советских войск в Прибалтику. 4 марта 1941 года произведён в подполковники, а три недели спустя назначен командиром формируемого 127-го танкового полка 205-й моторизованной дивизии. Принял личный состав и технику в районе Бронной Горы. В этой должности и встретил начало Великой Отечественной войны.

## Великая Отечественная война
127-й танковый полк участвовал в оборонительных боях у Кобрина, но понёс огромные потери. 28 июня остатки полка в составе 285 человек и 18 транспортных машин во глае с подполковником Вержбицким сосредоточились в районе Довска (Рогачёвский район Гомельской области). Полк и остатки 205-й моторизованной дивизии были расформированы 22 июля из-за многочисленных потерь. В июле 1941 года назначен командиром 46-го отдельного учебного автоброневого полка, с которым участвовал в обороне Москвы. С сентября 1943 года — заместитель начальника Выксинского военно-мотоциклетного училища, занимавшегося подготовкой офицеров для разведывательных мотоциклетных подразделений танковых войск. В феврале 1943 назначен командиром 254-й запасной танковой бригады, утверждён в должности приказом НКО от 9 июня 1943 года.
30 ноября 1944 года М. С. Вержбицкий был произведён в полковники. С декабря 1944 года занимал пост заместителя командира 1-го гвардейского танкового корпуса по строевой части, убыл в район боевых действий 2-го Белорусского фронта. Участник боёв на подступах к Данцигу за города Бродница (Штрассбург) и Тухоля (Тухель), отвечал за расширение плацдарма на западном берегу реки Висла. Согласно командиру 1-го гвардейского танкового корпуса гвардии генерал-майору танковых войск М. Ф. Панову, гвардии полковник Вержбицкий неоднократно лично выезжал в боевые порядки танков и мотопехоты для организации боя и установки взаимодействия с общевойсковыми пехотными частями; за что был награждён орденом Красного Знамени 20 февраля 1945 года.
В боях на подступах к Данцигу и на западном берегу реки Одер Вержбицкий также показал себя умелым офицером по организации боя. Он руководил действиями 16-й и 17-й танковых бригад в боях за населённый пункт Баян, сумев сломить сопротивление превосходящих сил противника и обеспечить выход соединений к городу Кванин. Он также руководил переправой частей и соединений 1-го гвардейского танкового корпуса через Одер. В боях за Бродницу (Штрассбург) руководил ночными действиями 1-й гвардейской мотострелковой бригады и 1001-го самоходного артиллерийского полка, за что был удостоен ордена Суворова II степени 29 мая 1945 года. В должности заместителя командира Вержбицкий участвовал в Восточно-Прусской, Восточно-Померанской и Берлинской стратегических наступательных операциях.

## После войны
После войны Вержбицкий нёс некоторое время службу в советской зоне оккупации Германии. С апреля 1946 года был заместителем командира 1-й гвардейской танковой дивизии по строевой части. В октябре 1946 года назначен начальником Самаркандского танко-технического училища. С апреля 1947 года — начальник Ташкентского танкового училища. С марта 1949 года — начальник 1-го Саратовского танкового училища (позже — Саратовское высшее военное командно-инженерное училище ракетных войск). 11 мая 1949 года постановлением Совета Министров СССР произведён в генерал-майоры танковых войск.
На посту начальника 1-го Саратовского танкового училища генерал-майор Вержбицкий занимался совершенствованием учебной базы, строительством в учебном центре, благоустройством территории и укреплением коллектива. Уволен в запас 10 августа 1953 года по болезни, направлен на учёт во Фрунзенский военный комиссариат Саратова. Остаток жизни прожил в Саратове, где скончался 12 марта 1973 года и был там же похоронен.

## Награды
- Орден Ленина (6 ноября 1945) — за долголетнюю и безупречную службу в Красной Армии[10]
- Орден Красного Знамени
  - 3 ноября 1944 — за долголетнюю и безупречную службу в Красной Армии[11][c]
  - 20 февраля 1945 — за образцовое выполнение заданий Командования на фронте в борьбе с немецкими захватчиками и проявленные при этом доблесть и мужество[9]
  - 28 октября 1950 — за выслугу лет в Советской Армии[12][d]
- Орден Суворова II степени (29 мая 1945) — за умелое и мужественное руководство боевыми операциями и за достигнутые в результате этих операций успехи в боях с немецко-фашистскими захватчиками[14][15][e]
- Медаль «За оборону Москвы» (1945)[3][4]
- Медаль «За взятие Кенигсберга» (1945)[3][4]
- Медаль «За победу над Германией в Великой Отечественной войне 1941—1945 гг.» (1945)[3]
- Медаль «За победу над Японией» (1945)[3]
- Медаль «За освобождение Варшавы» (1945)[3]
- Медаль «30 лет Советской Армии и Флота» (1948)[3]

## Комментарии
1. ↑  В некоторых документах фамилия передаётся как Верявицкий или Веренбицкий[3].
2. ↑  По другим данным, командиром бригады назначен 23 марта 1944 года[7], а в расположении бригады пребывал с этого дня и вплоть до 3 января 1945 года[8].
3. ↑  В последующих наградных листах с формулировкой «за выслугу лет в Красной Армии»[9].
4. ↑  По другим данным, награждение состоялось 15 ноября 1950 года[13].
5. ↑  Представление к награде шло с формулировкой «за успешное проведение боевых операций по окончательному разгрому немецко-фашистских захватчиков»[2].